# Mesochorus aquilus
Mesochorus aquilus là một loài tò vò trong họ Ichneumonidae.